# Ouro Velho
Ouro Velho är en kommun i Brasilien.   Den ligger i delstaten Paraíba, i den östra delen av landet, 1 500 km nordost om huvudstaden Brasília. Antalet invånare är 2 928.
Omgivningarna runt Ouro Velho är huvudsakligen savann. Runt Ouro Velho är det glesbefolkat, med 17 invånare per kvadratkilometer.